# 国道355号

国道355号・茨城県潮来市永山（2014年3月）

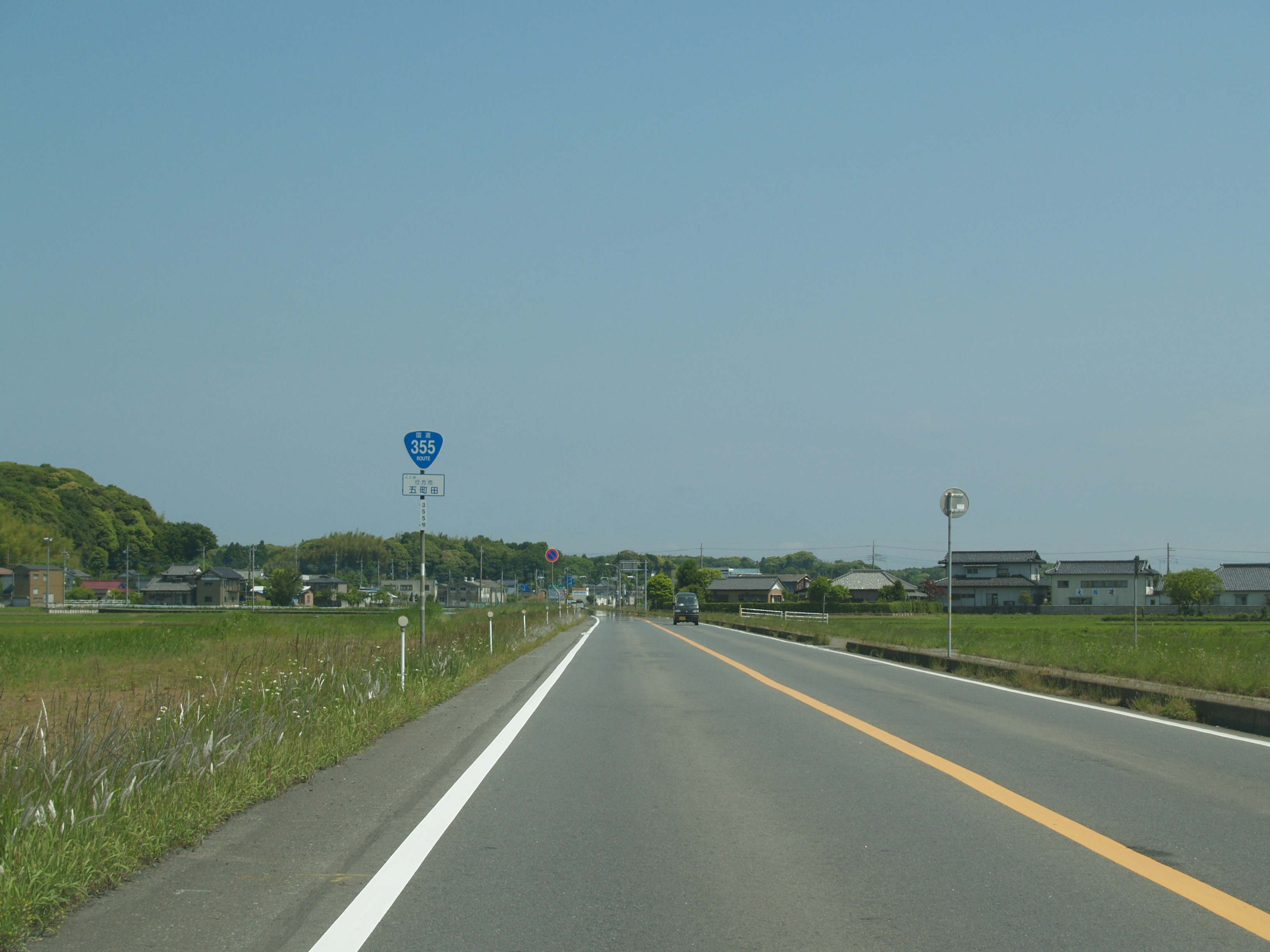
国道355号玉造バイパス（行方市内、2010年6月）

国道355号（こくどう355ごう）は、千葉県香取市から茨城県笠間市に至る一般国道である。千葉県内に単独区間は無く、現実的な起点は茨城県潮来市永山交差点ともいえる。

## 概要
田木谷交差点（茨城県道59号玉里水戸線交点、茨城県小美玉市） - 山王台交差点（国道6号交点、茨城県石岡市）間は、2010年（平成23年）3月11日に開港した茨城空港への東京方面からのアクセス道路の機能を果たしている。

### 路線データ
一般国道の路線を指定する政令に基づく起終点および重要な経過地は次のとおり。
- 起点：佐原市（国道51号上）
- 終点 
  - 現道：笠間市（大字寺崎字神田2番6地先、寺崎交差点 = 国道50号交点[2]）
  - 新道：笠間市（大字石井字石崎1841番1地先、石井交差点 = 国道50号交点[2]）
- 重要な経過地：茨城県稲敷郡東村[注釈 2]、同県行方郡牛堀町[注釈 3]、同郡玉造町[注釈 4]、石岡市
- 総延長 : 96.5 km（重用延長を含む。）[3][注釈 5][注釈 6]
- 重用延長 : 10.2 km[3][注釈 5][注釈 6]
- 未供用延長 : なし[3][注釈 5]
- 実延長 : 86.4 km[3][注釈 5]
  - 現道 : 62.7 km[3][注釈 5]
  - 旧道 : 17.8 km[3][注釈 5]
  - 新道 : 5.8 km[3][注釈 5]
- 指定区間：国道51号、国道6号と重複する区間（千葉県香取市・岩ヶ崎IC（起点） - 茨城県潮来市・永山IC、石岡市・幸町交差点（バイパス：恋瀬橋北交差点） - 山王台交差点）[4]

## 歴史
- 1975年（昭和50年）4月1日：1974年（昭和49年）11月12日政令第364号に基づき、一般国道355号（千葉県佐原市[注釈 7] - 茨城県石岡市）が指定され、供用開始される[5]。
- 1977年（昭和52年）
  - 2月14日：前身にあたる県道石岡潮来線（石岡市 - 行方市潮来町）が廃止される[6]。
  - 4月20日：利根川に架け替えられた水郷大橋（2代目）を国道355号の道路区域に指定[7]。
- 1982年（昭和57年）4月1日
  - 一般国道355号（千葉県佐原市（現：香取市） - 茨城県笠間市）
  - 石岡市東石岡1丁目（山王台交差点） - 笠間市大字笠間（国道50号 才木交差点付近）の延長31.72 km（実延長30.32 km、重用延長1.40 km）を道路区域に追加決定[8]。
- 1983年（昭和58年）8月25日：石岡市 - 笠間市区間の前身にあたる県道石岡笠間線が廃止される[9]。
  - 県道石岡笠間線の路線廃止に伴い、石岡有料道路 - 石岡市柏原（4.783 km）と、西茨城郡岩間町大字下郷 - 同郡友部町大字平町（4.2 km）のバイパス区間を編入[10]。
  - 笠間市大字笠間（常陽銀行前） - 同市大字金井（寺崎交差点）の笠間稲荷前を通るルート（1.45 km）を編入[10]。
- 1985年（昭和60年）3月8日：笠間市笠間字荒町（荒町角交差点） - 同市大字金井（終点・金木交差点）の新道区間（約1.0 km）が開通[11]。
- 1992年（平成4年）6月11日：笠間市大字笠間（常陽銀行前） - 大字才木（国道50号・才木交差点）の旧道（1.241 km）が指定解除により市道に降格[12]。終点が寺崎交差点に移る。
- 2000年（平成12年）4月1日：茨城県新治郡玉里村田木谷 - 石岡市東石岡2丁目、石岡市大字国府7丁目 - 石岡市大字石岡の区間を、通行する車両の最大重量限度25トンの道路に指定[13]。
- 2001年（平成13年）
  - 3月1日：茨城県行方郡牛堀町大字永山 - 同郡玉造町川端、西茨城郡岩間町押辺 - 笠間市下市毛、西茨城郡友部町大字平町、笠間市笠間 - 同市寺崎の各区間を、通行する車両の最大重量限度25トンの道路に指定[14]。
  - 6月11日：石岡市国府6丁目 - 同市府中2丁目の区間が電線共同溝を整備すべき道路の指定を受ける[15]。
- 2003年（平成15年）1月23日：笠間市大字手越 - 同市大字石井の笠間バイパスの一部を新設する道路区域が決定[2]。
- 2004年（平成16年）
  - 2月5日：石岡市正上内 - 東茨城郡美野里町大字大谷間の現道ルートを、石岡小美玉スマートICの取付道路となるルートに変更される[16]。
  - 3月22日：新治郡玉里村大字田木谷 - 石岡市東石岡1丁目の現道、石岡市国府7丁目 - 同市柏原のバイパスの各区間を、通行する車両の高さの最高限度4.1 mの道路に指定[17]。
- 2007年（平成19年）4月1日：笠間市下市毛 - 同市平町の区間を、通行する車両の高さの最高限度4.1 mの道路に指定[18]。
- 2008年（平成20年）
  - 4月1日
    - 小美玉市羽鳥地内の区間を、通行する車両の最大重量限度25トンの道路に指定[19]。
    - 行方市麻生 - 小美玉市田木谷の区間を、通行する車両の高さの最高限度4.1 mの道路に指定[20]。

  - 8月21日：石岡市国府6丁目の区間が電線共同溝を整備すべき道路の指定を受ける[21]。
- 2009年（平成21年）3月23日：笠間市下市毛 - 同市笠間の現道経路を八軒町 - 稲荷町 - 荒町角に変更[注釈 8][22]。
- 2012年（平成24年）11月12日：行方市島並 - 同市橋門（3.34 km）を4車線化整備する道路区域に指定[23]。
- 2013年（平成25年）
  - 4月1日：石岡市大字東成井 - 笠間市大字市野谷の石岡岩間バイパス区間を、通行する車両の最大重量限度25トンの道路に指定[24]。
  - 8月22日：宍戸バイパスの一部旧道区間（宍戸小学校前 - 八反山交差点：2.1 km）を国道指定解除[25]。
- 2014年（平成26年）11月4日：石岡小美玉スマートIC前の石岡市正上内 - 小美玉市大谷の旧道（71 m）が指定解除[26]。旧道区間は、移管により事実上の廃道になる。
- 2015年（平成27年）4月1日：潮来市永山（国道51号交点）- 行方市麻生（県道2号水戸鉾田佐原線交点）の区間を、通行する車両の最高高さ4.1 mの道路に指定[27]。
- 2017年（平成29年）7月27日：石岡市東成井 - 同市真家の石岡市区間の旧道（約1.912 km）が国道指定を解除され、石岡市道に降格[28]。
- 2019年（令和元年）
  - 6月25日：笠間市手越 - 同市下市毛の新道区間の供用開始により[29]、笠間バイパスが全線開通。
  - 7月31日
    - 石岡市北府中3丁目 - 同市正上内4丁目間、石岡市柏原 - 同市根当間を、通行車両の高さ最高限度4.1 mの道路に指定[30]。
    - 小美玉市田木谷（田木谷交差点） - 石岡市東石岡1丁目（山王台交差点）、石岡市北府中3丁目（正上内交差点） - 石岡市正上内4丁目（石岡小美玉スマートIC）、石岡市柏原（柏原工業団地内）を、国際コンテナ車[注釈 9]の重量・長さ上限を引き上げる道路に指定[31]。
- 2020年（令和2年）4月1日
  - 笠間市手越（西手越交差点） - 笠間市石井（石井交差点）を、通行する車両の総重量の最高限度25トンの道路に指定[32]。
  - 笠間市手越（西手越交差点） - 笠間市石井（石井交差点）を、通行する車両の高さの最高限度が4.1メートルの道路に指定[33]。
- 2021年（令和3年）
  - 4月1日：石岡市府中4丁目（国分町丁字路） - 石岡市正之内4丁目の区間が、通行する車両の最大重量限度25トンの道路に指定される[34]。
  - 9月10日：道の駅かさまを開設に伴い、笠間市大字手越地内の周辺道路を改良[35]。
- 2022年（令和4年）
  - 1月6日：笠間市南小泉 - 同市橋爪に道路拡幅、バイパス（523 m）を新設する区域を指定[36]。
  - 2月3日：小美玉市大谷（石岡小美玉IC入口） - 同市羽鳥（カゴメ茨城工場前）の旧道（4.261 km）を指定解除し、市に移管する[37]。

## 路線状況
千葉県香取市から茨城県笠間市までを結ぶ主要な幹線道路であるとともに、茨城県石岡市内で国道6号と接続し、常磐自動車道（石岡小美玉スマートIC）、北関東自動車道（友部IC）に至るアクセス道路としても重要な役割を担っている。茨城県は、石岡市 - 笠間市の暫定2車線区間を、4車線化を行う事業を進めており、2021年9月末までに笠間市工区2,040 mと、小美玉市工区1,280 mの4車線化を供用した。

### バイパス
- 牛堀麻生バイパス
- 玉造バイパス
- 石岡道路
- 石岡岩間バイパス
- 宍戸バイパス
- 笠間バイパス
  - 笠間市手越地内から石井地内までの延長5.2 km、幅員18.0/車道部6.5 mのバイパス[39]。1997年（平成9年）1月20日に新設[40]。
    - 1990年（平成2年）度 - 事業化
    - 2004年（平成16年）7月28日 - 笠間市大字石井地内の約0.4 kmを供用開始[41]。
    - 2007年（平成19年）3月28日 - 笠間市大字来栖 - 同市大字石井のJR水戸線をまたぐ来栖跨線橋を含む680 m区間を供用開始[42]。
    - 2014年（平成26年）10月10日 - 笠間市下市毛 - 同市来栖のバイパスの一部区間（涸沼川に架かる下市毛橋を含む900 m）を供用開始[43][44]。
    - 2019年（令和元年）6月25日 - 笠間市手越 - 同市下市毛の1.3 kmを供用開始、全線開通[45]。

### 重複区間
- 国道51号（千葉県香取市・岩ヶ崎IC（起点） - 茨城県潮来市・永山IC）
- 国道6号（茨城県石岡市・山王台交差点 - 石岡市・国府7丁目交差点（石岡BPは恋瀬橋北交差点））

### 道路施設

#### 橋梁
- 茨城県
  - 下市毛橋（涸沼川、笠間市下市毛 - 同市来栖）

#### 道の駅
- 茨城県
  - かさま（笠間市）

## 地理

### 通過する自治体
- 千葉県
  - 香取市
- 茨城県
  - 稲敷市 - 潮来市 - 行方市 - 小美玉市 - 石岡市 - 笠間市

### 交差する道路
- 国道51号, 国道356号(利根水郷ライン（香取市、起点）
- 千葉県道2号水戸鉾田佐原線（香取市、水郷大橋南交差点 - 水郷大橋北交差点・境島交差点 - 行方市麻生交差点間重複）
- 茨城県道・千葉県道11号取手東線（稲敷市水郷大橋北交差点）
- 国道125号（稲敷市、北田交差点）
- 茨城県道5号竜ヶ崎潮来線（稲敷市、北田交差点・境島交差点 - 潮来市永山交差点間重複）
- 国道51号（潮来市、永山交差点）
- 国道354号（行方市、高須交差点）
- 国道6号（石岡市）
- E6 常磐自動車道石岡小美玉スマートインターチェンジ（石岡市）
- E50 北関東自動車道友部インターチェンジ（笠間市）
- 国道50号（笠間市）